# Assamiya Khabor
Asomiya Khobor is een Assamees dagblad, dat uitkomt in de Indiase deelstaat Assam. De krant, een broadsheet, verschijnt in twee edities: Guwahati (waar ook het hoofdkantoor is) en Jorhat. De uitgever is Frontier Publication Pvt. Ltd. De editor is Shankar Laskar.